# Okres Tábor

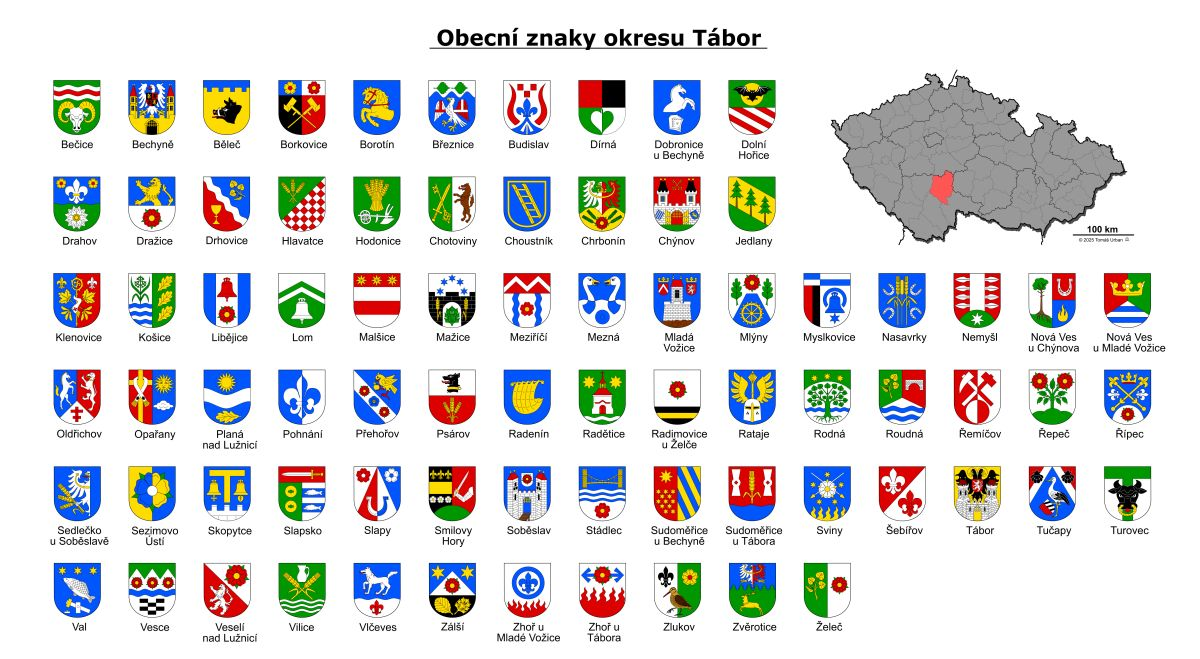
Přehled znaků okresu Tábor

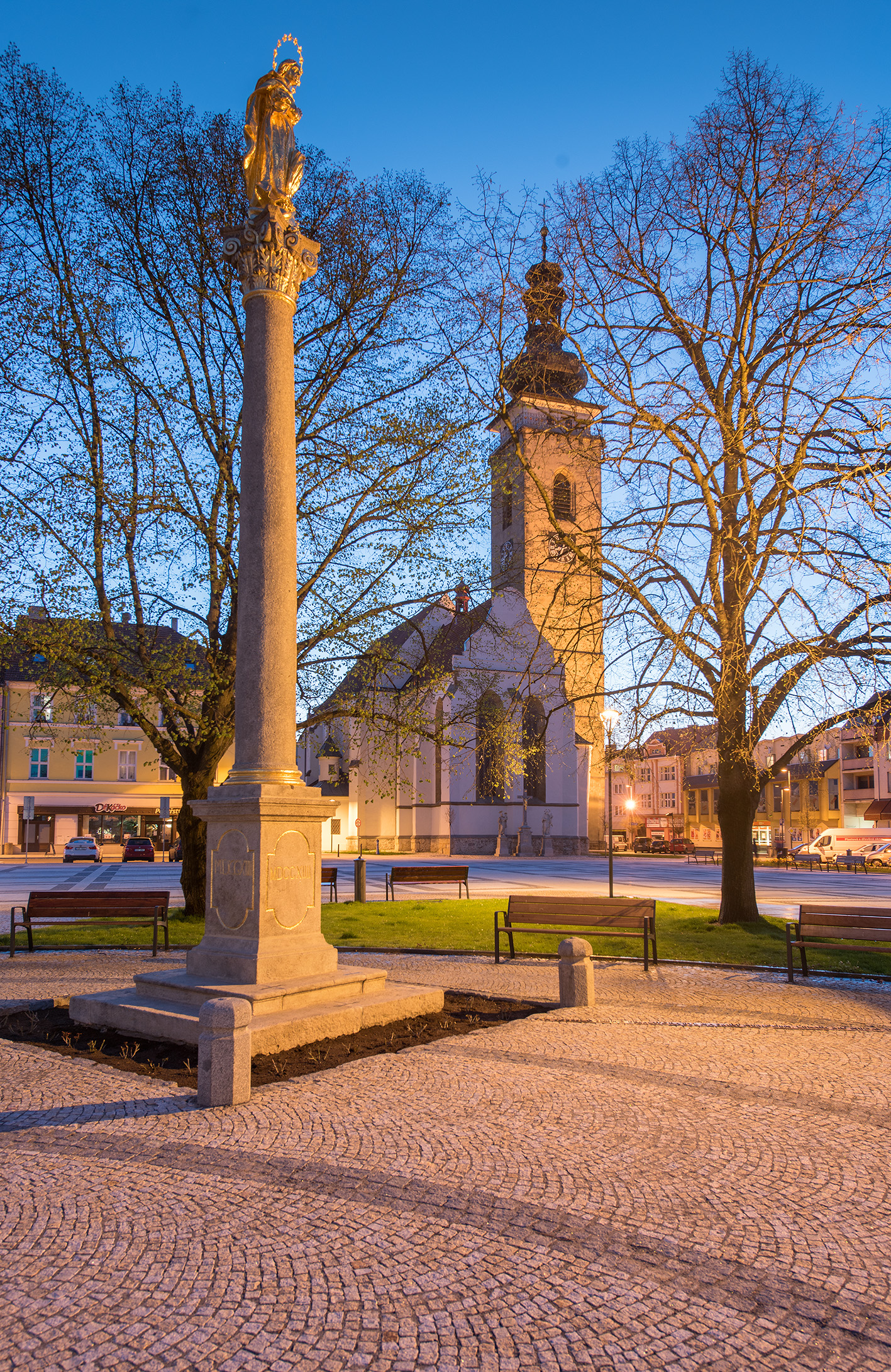
Soběslav

Okres Tábor je okres v Jihočeském kraji. Jeho dřívějším sídlem bylo město Tábor.
Okres je vymezen správními obvody obcí s rozšířenou působností Soběslav a Tábor.

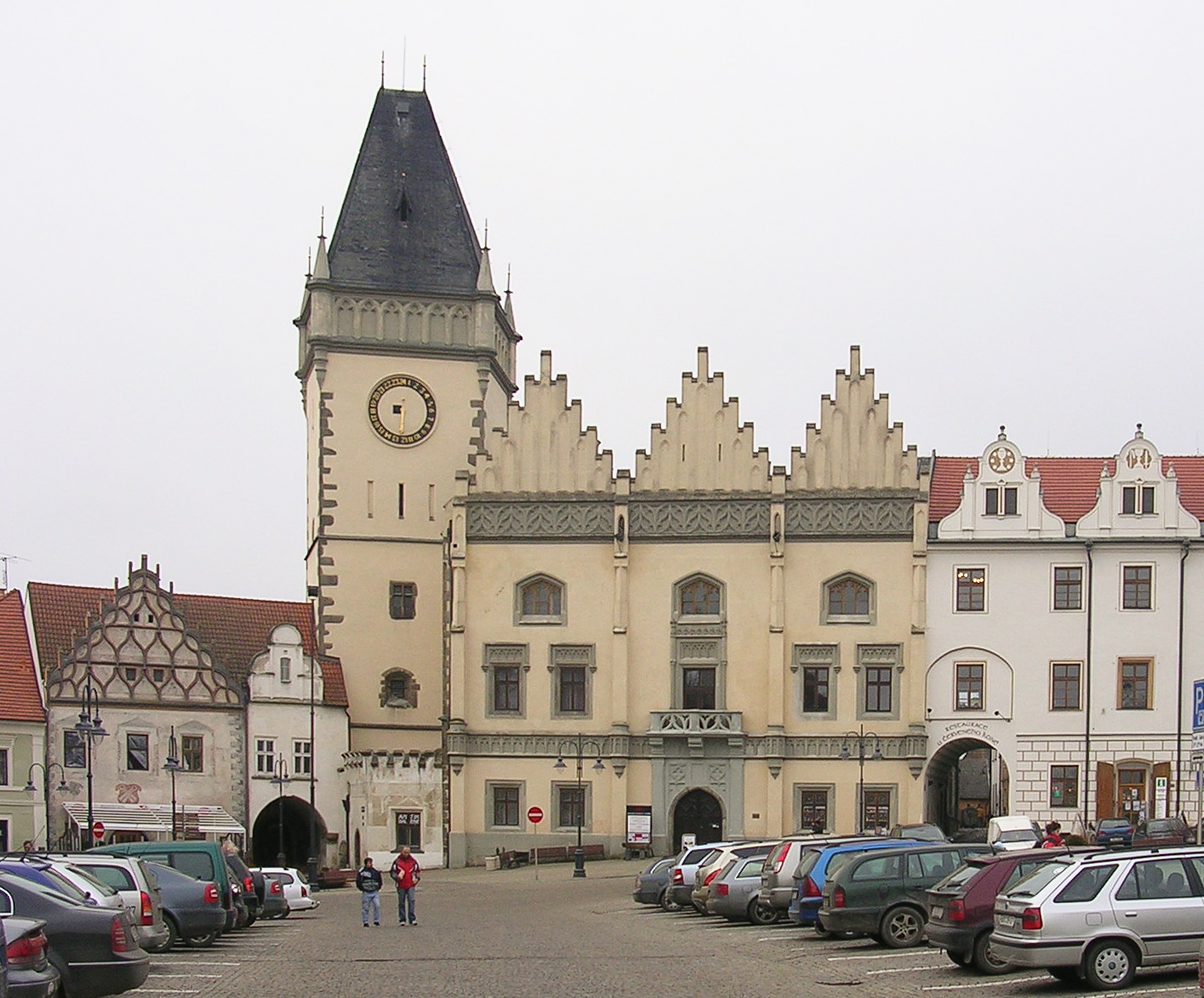
Tábor, Stará radnice

Sousedí s jihočeskými okresy České Budějovice, Písek a Jindřichův Hradec, středočeskými okresy Benešov a Příbram a okresem Pelhřimov kraje Vysočina.

## Geografie
Nadmořská výška se v okrese pohybuje od 354 m v jižní části, kam ještě zasahuje Třeboňská pánev, do 724 m na severu v oblasti Mladovožicka (Batkovy 724 m) a Jistebnicka (Javorová skála 723 m).
Nedaleko města Chýnova se nachází chráněný přírodní útvar Chýnovská jeskyně, nejstarší (r. 1868) zpřístupněná jeskyně na území České republiky. Přírodní rezervace Borkovická blata jihozápadně od Soběslavi nabízí naučnou stezku, kde lze poznávat blatskou krajinu s typickými rostlinami (rojovník bahenní, rosnatka okrouhlolistá, rašeliník, klikva).
K 13.5.2016 měl okres celkovou plochu 1 326 km², z toho:
- 59,34 % zemědělských pozemků, které ze 74,52 % tvoří orná půda (44,22 % rozlohy okresu)
- 40,66 % ostatní pozemky, z toho 71,86 % lesy (29,22 % rozlohy okresu)

### Vodstvo
Osou regionu je řeka Lužnice, která si zachovává svůj původní ráz. Protéká od jihu k severu, v Táboře mění směr na jihozápad. Další významnější řekou je pravostranný přítok Lužnice - Nežárka. Oba toky jsou atraktivními vodáckými řekami.
Nacházejí se zde rovněž četné rybníky, z nichž mnohé poskytují rekreační možnosti - Horusický jižně od Veselí nad Lužnicí (třetí největší v ČR), Knížecí u Zárybniční Lhoty, Rytíř mezi obcemi Svince a Hlavatce, Sudoměřický nedaleko Sudoměřic u Tábora, Kozák v Pojbukách. K rekreaci i jako záložní zdroj pitné vody pro Tábor slouží nejstarší údolní přehradní nádrž ve střední Evropě Jordán, která byla zbudována roku 1492 přehrazením Košínského potoka. Nádrž nedávno prošla rozsáhlou modernizací - odbahnění, oprava plovárny, šaten, vytvoření písčité pláže, zatravnění sluneční plochy, vybudování dětského a volejbalového hřiště.
- Blanice
- Lužnice
- Nežárka
- Smutná

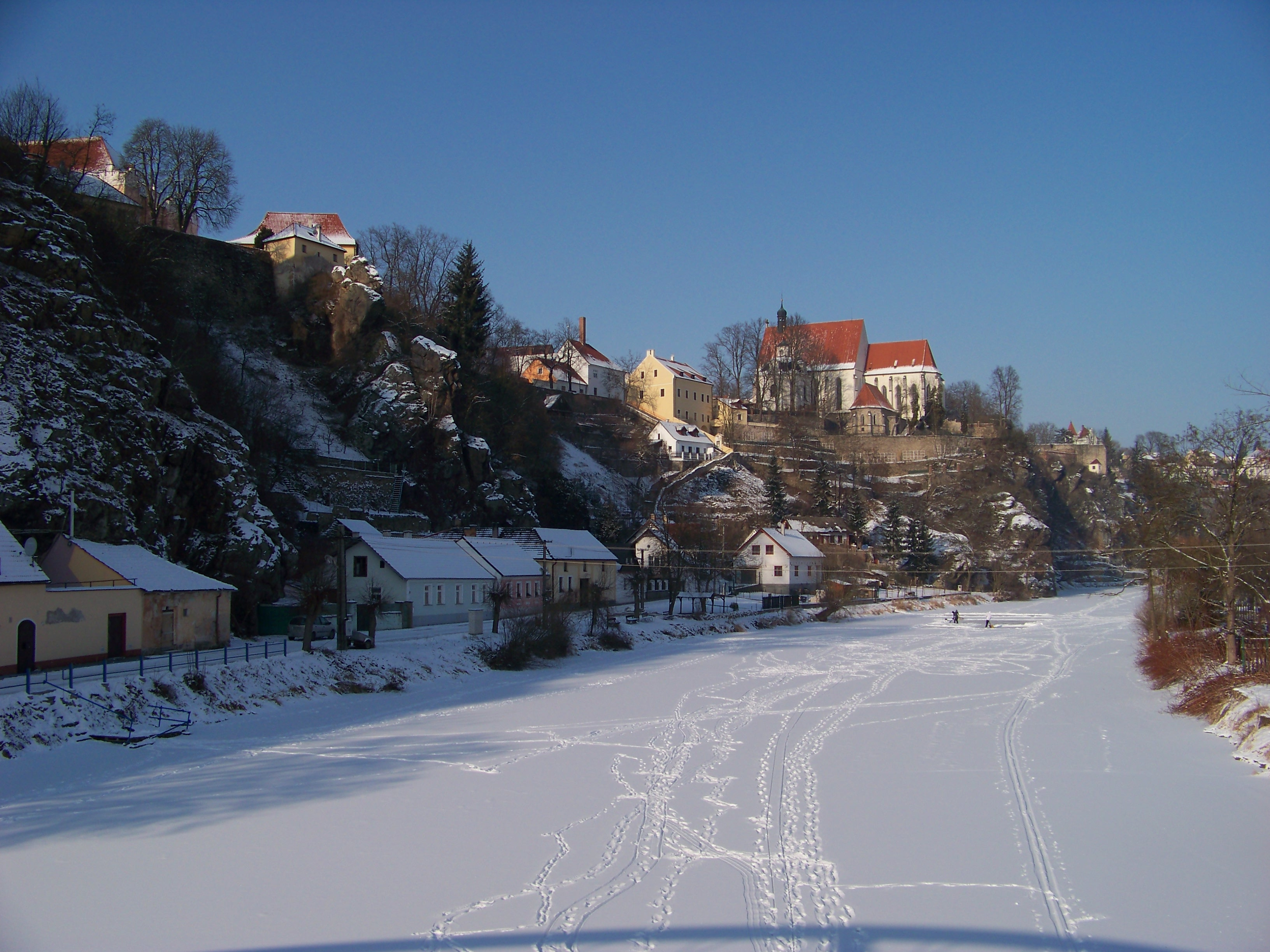
Bechyně, zamrzlá Lužnice a klášter, ze Zářečského mostu
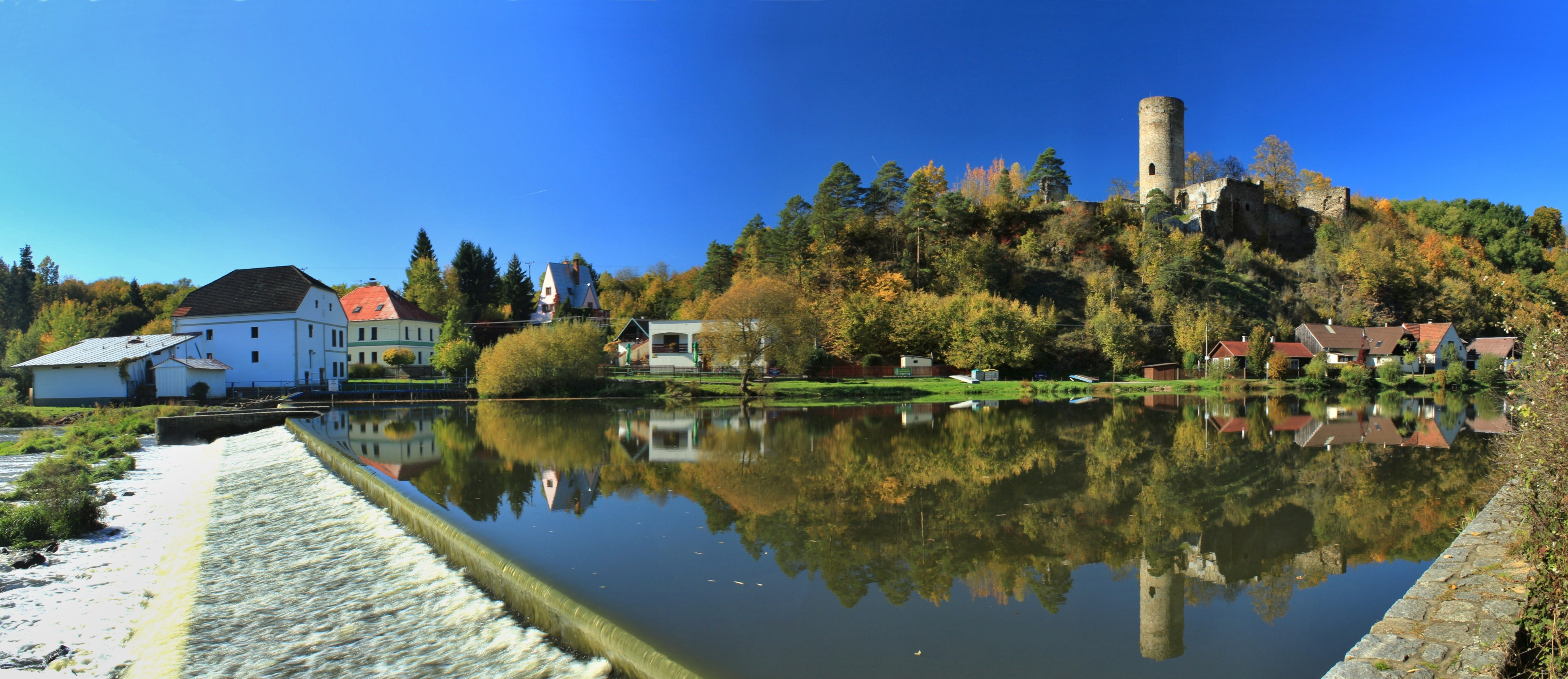
Hrad Dobronice a Lužnice
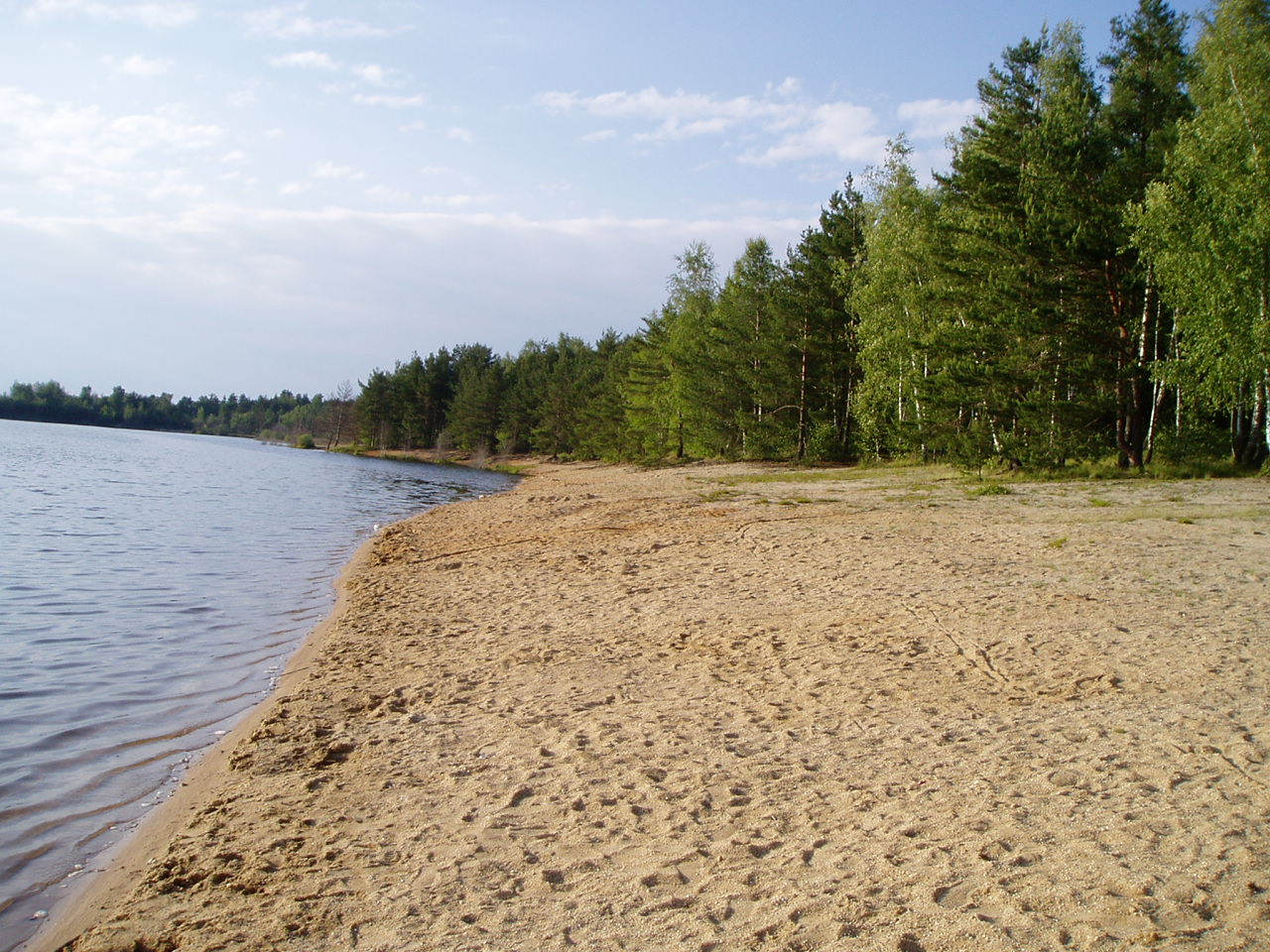
Veselské pískovny
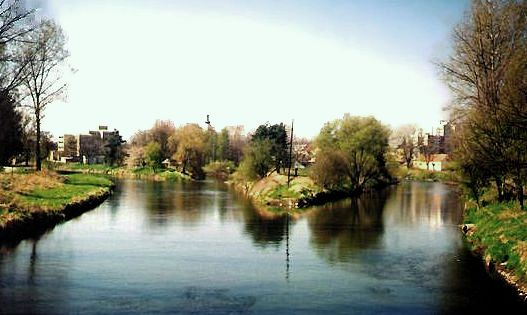
Soutok Nežárky a Lužnice ve Veselí nad Lužnicí

## Demografické údaje
Data k 1. 1. 2020:
| Popis          | Celkem  | Ženy           | Muži           |
| -------------- | ------- | -------------- | -------------- |
| počet obyvatel | 102 595 | 51 951 50,63 % | 50 644 49,37 % |

### Největší města
| Město              | Počet obyvatel (1.1.2020) |
| ------------------ | ------------------------- |
| Tábor              | 34 277                    |
| Sezimovo Ústí      | 7 221                     |
| Soběslav           | 6 907                     |
| Veselí nad Lužnicí | 6 361                     |
| Bechyně            | 5 016                     |
| Planá nad Lužnicí  | 4 328                     |
| Mladá Vožice       | 2 705                     |
| Chýnov             | 2 490                     |
| Jistebnice         | 2 027                     |

- hustota zalidnění: 77,37 ob./km²
- 69,64 % obyvatel žije ve městech

Změna hranice okresu
Do 1. ledna 2007 byla v okrese Tábor také obec:
- Čenkov u Bechyně – nyní okres České Budějovice

### Seznam obcí a jejich částí
Města jsou uvedena tučně, městyse kurzívou, části obcí malince.
Balkova Lhota •
Bečice •
Bechyně (Hvožďany • Senožaty) •
Běleč (Bzová • Elbančice) •
Borkovice •
Borotín (Boratkov • Hatov • Chomoutova Lhota • Kamenná Lhota • Libenice • Nový Kostelec • Pejšova Lhota • Pikov • Předbojov • Sychrov) •
Bradáčov (Horní Světlá) •
Březnice •
Budislav (Hlavňov • Záluží u Budislavě) •
Černýšovice (Hutě) •
Dírná (Lžín • Nová Ves • Záříčí • Závsí) •
Dlouhá Lhota •
Dobronice u Bechyně •
Dolní Hořice (Hartvíkov • Horní Hořice • Chotčiny • Kladruby • Lejčkov • Mašovice • Nové Dvory • Oblajovice • Pořín • Prasetín • Radostovice) •
Dolní Hrachovice (Horní Hrachovice • Mostek) •
Drahov •
Dráchov •
Dražice •
Dražičky •
Drhovice •
Haškovcova Lhota •
Hlasivo (Hlasívko • Rašovice • Temešvár) •
Hlavatce (Debrník • Vyhnanice) •
Hodětín (Blatec • Nová Ves) •
Hodonice •
Chotěmice •
Chotoviny (Beranova Lhota • Broučkova Lhota • Červené Záhoří • Jeníčkova Lhota • Liderovice • Moraveč • Polánka • Rzavá • Řevnov • Sedlečko • Vrážná) •
Choustník (Kajetín • Předboř) •
Chrbonín •
Chýnov (Dobronice u Chýnova • Kloužovice • Velmovice • Záhostice) •
Jedlany •
Jistebnice (Alenina Lhota • Božejovice • Cunkov • Drahnětice • Hodkov • Hůrka • Chlum • Javoří • Jezviny • Křivošín • Makov • Nehonín • Orlov • Ostrý • Ounuz • Padařov • Plechov • Podol • Pohoří • Smrkov • Stružinec • Svoříž • Třemešná • Vlásenice • Zbelítov • Zvěstonín) •
Katov •
Klenovice •
Komárov •
Košice (Borek • Doubí) •
Košín •
Krátošice •
Krtov •
Libějice •
Lom •
Malšice (Čenkov • Dobřejice • Maršov • Nové Lány • Obora • Staré Lány • Třebelice • Všechlapy) •
Mažice •
Meziříčí •
Mezná •
Mladá Vožice (Bendovo Záhoří • Blanice • Dolní Kouty • Dubina • Horní Kouty • Chocov • Janov • Krchova Lomná • Noskov • Pavlov • Radvanov • Staniměřice • Stará Vožice • Ústějov) •
Mlýny •
Myslkovice •
Nadějkov (Bezděkov • Brtec • Číčovice • Hronova Vesec • Hubov • Chlístov • Kaliště • Křenovy Dvory • Modlíkov • Mozolov • Nepřejov • Petříkovice • Pohořelice • Šichova Vesec • Starcova Lhota • Větrov • Vratišov) •
Nasavrky •
Nemyšl (Dědice • Dědičky • Hoštice • Prudice • Úlehle • Úraz • Záhoříčko) •
Nová Ves u Chýnova •
Nová Ves u Mladé Vožice (Horní Střítež • Křtěnovice • Mutice) •
Oldřichov •
Opařany (Hodušín • Nové Dvory • Olší • Oltyně • Podboří • Skrýchov u Opařan) •
Planá nad Lužnicí (Lhota Samoty • Strkov) •
Pohnánec •
Pohnání •
Pojbuky (Blatnice • Dolní Světlá • Zadní Lomná) •
Přehořov (Hrušova Lhota • Kvasejovice) •
Psárov (Tříklasovice) •
Radenín (Radenín • Bítov • Hroby • Kozmice • Lažany • Nuzbely • Terezín) •
Radětice •
Radimovice u Tábora •
Radimovice u Želče •
Radkov (Paseka) •
Rataje (Kozín) •
Ratibořské Hory (Dub • Malenín • Podolí • Ratibořice • Vřesce) •
Rodná (Blanička • Nahořany) •
Roudná (Janov) •
Řemíčov (Buková) •
Řepeč (Kášovice) •
Řípec •
Sedlečko u Soběslavě •
Sezimovo Ústí •
Skalice (Radimov • Rybova Lhota • Třebiště) •
Skopytce (Chabrovice) •
Skrýchov u Malšic (Dudov) •
Slapsko (Javor • Leština • Moraveč • Slupy • Vitanovice • Zahrádka) •
Slapy (Hnojná Lhotka) •
Smilovy Hory (Františkov • Malý Ježov • Obrátice • Radostovice • Stojslavice • Velký Ježov) •
Soběslav (Chlebov • Nedvědice • Soběslav I • Soběslav II • Soběslav III) •
Stádlec (Hájky • Křída • Slavňovice • Staré Sedlo) •
Sudoměřice u Bechyně (Bechyňská Smoleč • Bežerovice) •
Sudoměřice u Tábora •
Sviny (Kundratice) •
Svrabov (Hejlov) •
Šebířov (Křekovice • Křekovická Lhota • Kříženec • Lhýšov • Popovice • Skrýšov • Vosná • Vrcholtovice • Vyšetice • Záříčí u Mladé Vožice) •
Tábor (Čekanice • Čelkovice • Hlinice • Horky • Klokoty • Měšice • Náchod • Smyslov • Stoklasná Lhota • Tábor • Větrovy • Všechov • Zahrádka • Záluží • Zárybničná Lhota) •
Třebějice •
Tučapy (Brandlín • Dvorce) •
Turovec •
Ústrašice •
Val (Hamr) •
Vesce (Čeraz • Mokrá) •
Veselí nad Lužnicí (Horusice • Veselí nad Lužnicí I • Veselí nad Lužnicí II) •
Vilice (Hrnčíře) •
Vlastiboř (Svinky • Záluží) •
Vlčeves (Svatá Anna) •
Vlkov •
Vodice (Babčice • Domamyšl • Hájek • Malešín • Osikovec) •
Zadní Střítež •
Záhoří •
Zálší (Klečaty) •
Zhoř u Mladé Vožice •
Zhoř u Tábora •
Zlukov •
Zvěrotice •
Želeč (Bezděčín) •
Žíšov

### Školství
(2016)
| Druh školy            | Počet škol |
| --------------------- | ---------- |
| Mateřské školy        | 41         |
| Základní školy        | 41         |
| Gymnázia              | 3          |
| Střední odborné školy | 12         |
| Vyšší odborné školy   | 4          |

## Pivovary
- Pivovar Chotoviny - od roku 2012.
- Pivovar Obora - od roku 2015.
- Transformátor Hlavatce - od roku 2016.
- Keras Bechyně - od roku 2017.
- Pivovar pod Besedou - v Táboře od roku 2018, ve spolupráci se Střední školou obchodu, služeb a řemesel Tábor.
- Pivovar Křížek - v Táboře od roku 2018.
- Pivovar Brandlínská kuna - od roku 2019.

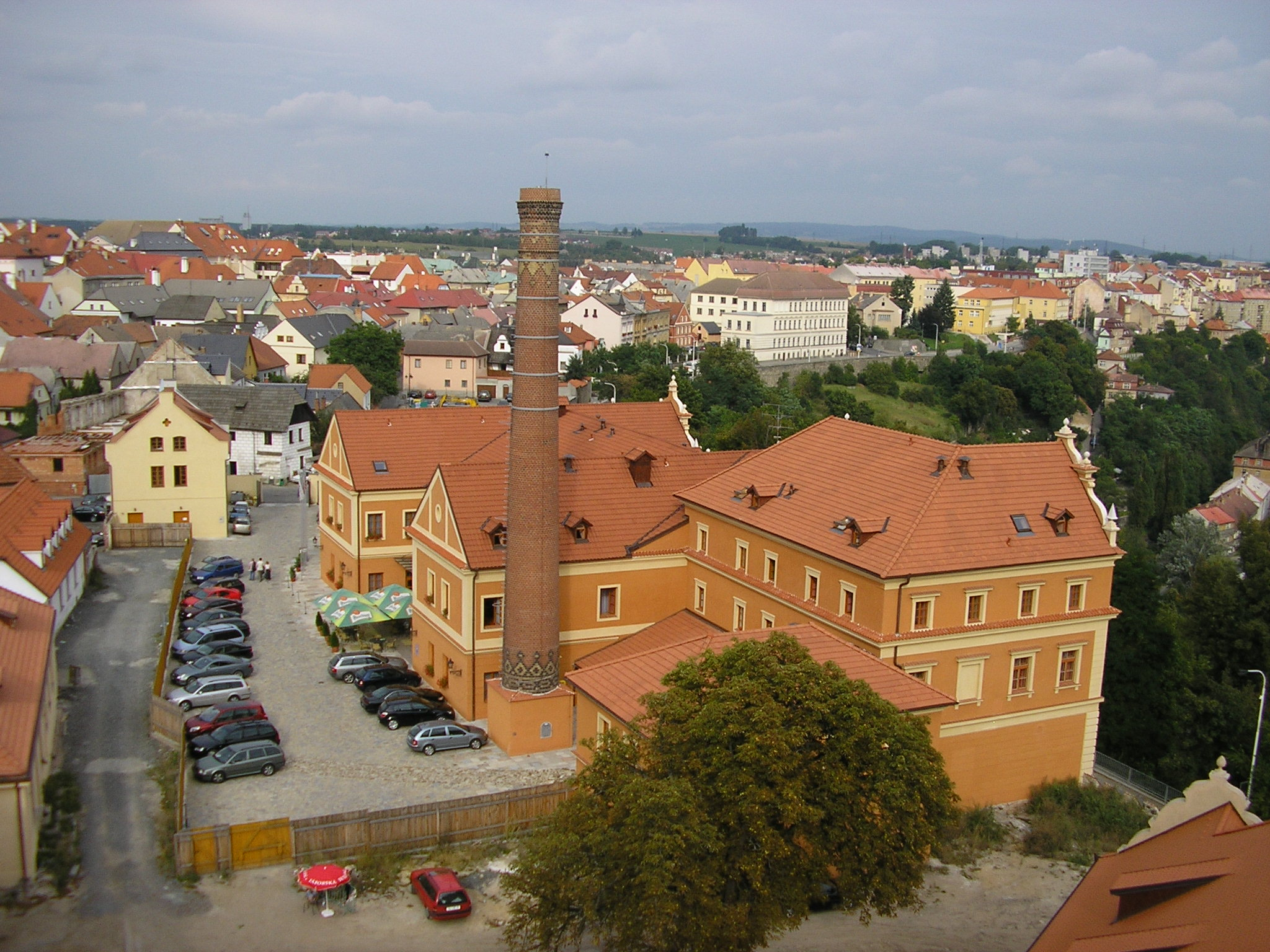
Bývalý pivovar v Táboře.

## Sport

### Zimní stadiony
Na území okresu se nachází 3 zimní kryté stadiony určené pro mistrovské soutěže i pro veřejnost.
- Zimní stadion v Táboře.
- Zimní stadion v Soběslavi.
- Zimní stadion ve Veselí nad Lužnicí.
- Venkovní kluziště v Plané nad Lužnicí (nový od roku 2020, oficiální parametry pro zápasy ledního hokeje)

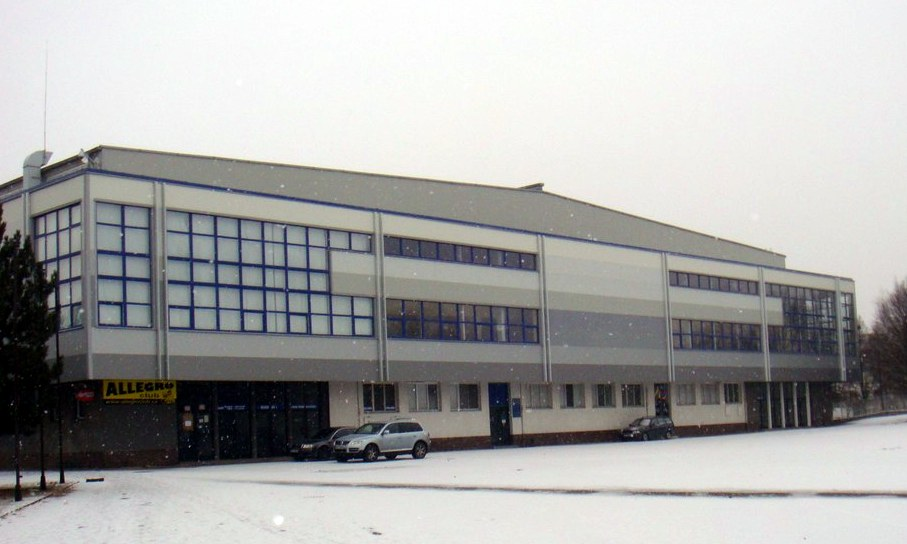
Zimní stadion v Táboře.
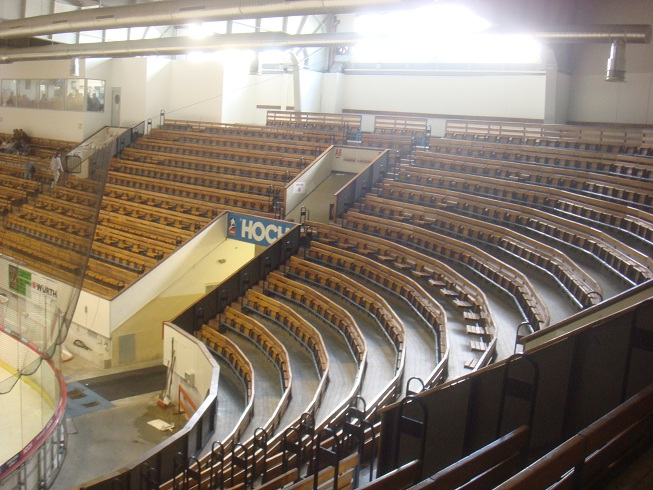
Zimní stadion v Táboře.
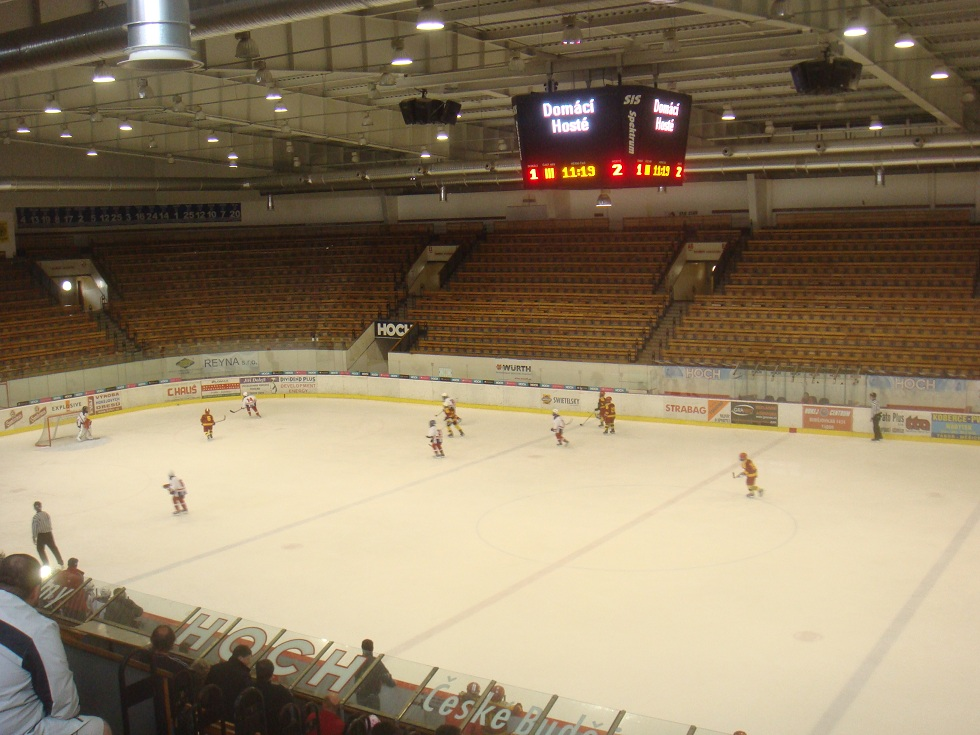
Zimní stadion v Táboře.

### Sportovní oddíly, kluby a organizace oficiálně registrované
- Florbal - FbK Tábor z.s.
- Letectví - Aeroklub Tábor
- Basketbal - Basketbalový klub Tábor, z.s., Dynamo Tábor
- Kulečníkový sport - Billiard club Casablanca Tábor z.s.
- Cyklistika - ČEZ Cyklo Team Tábor,
- Moderní gymnastika - GSK Tábor z.s., TJ Sokol Tábor
- Softball - TJ Spartak MAS Sezimovo Ústí z.s.

## Doprava
- Silniční - dálnice D3 ve směru Praha - Tábor - Č. Budějovice - Linec (z celkové délky dálnice je zprovozněn pouze úsek v okrese Tábor). Silnice I. třídy vedoucí okresem jsou I/3 (D1 - Benešov - Sezimovo Ústí - Soběslav - hraniční přechod Dolní Dvořiště, I/19 (Pelhřimov - Milevsko - Plzeň), I/23, I/24 a I/29. Silnice II. třídy jsou II/120, II/121, II/122, II/123, II/124, II/125, II/129, II/135, II/136, II/137, II/147, II/159, II/409 a II/603.
- Železniční - mezi nejhlavnější tratě patří IV. tranzitní koridor Děčín - Praha - Tábor - Č. Budějovice - Linec, dále Tábor - Písek - Ražice, Tábor - Horní Cerekev, Veselí nad Lužnicí - Č. Velenice a Veselí nad Lužnicí - Horní Cerekev. S železnicí je spojeno i jedno prvenství, když byla v letech 1902-3 vystavěna ing. F. Křižíkem první elektrická dráha v Čechách mezi městy Tábor a Bechyně, tzv. Bechyňka.

Čtvrtý železniční koridor vedoucí přes okres Tábor.
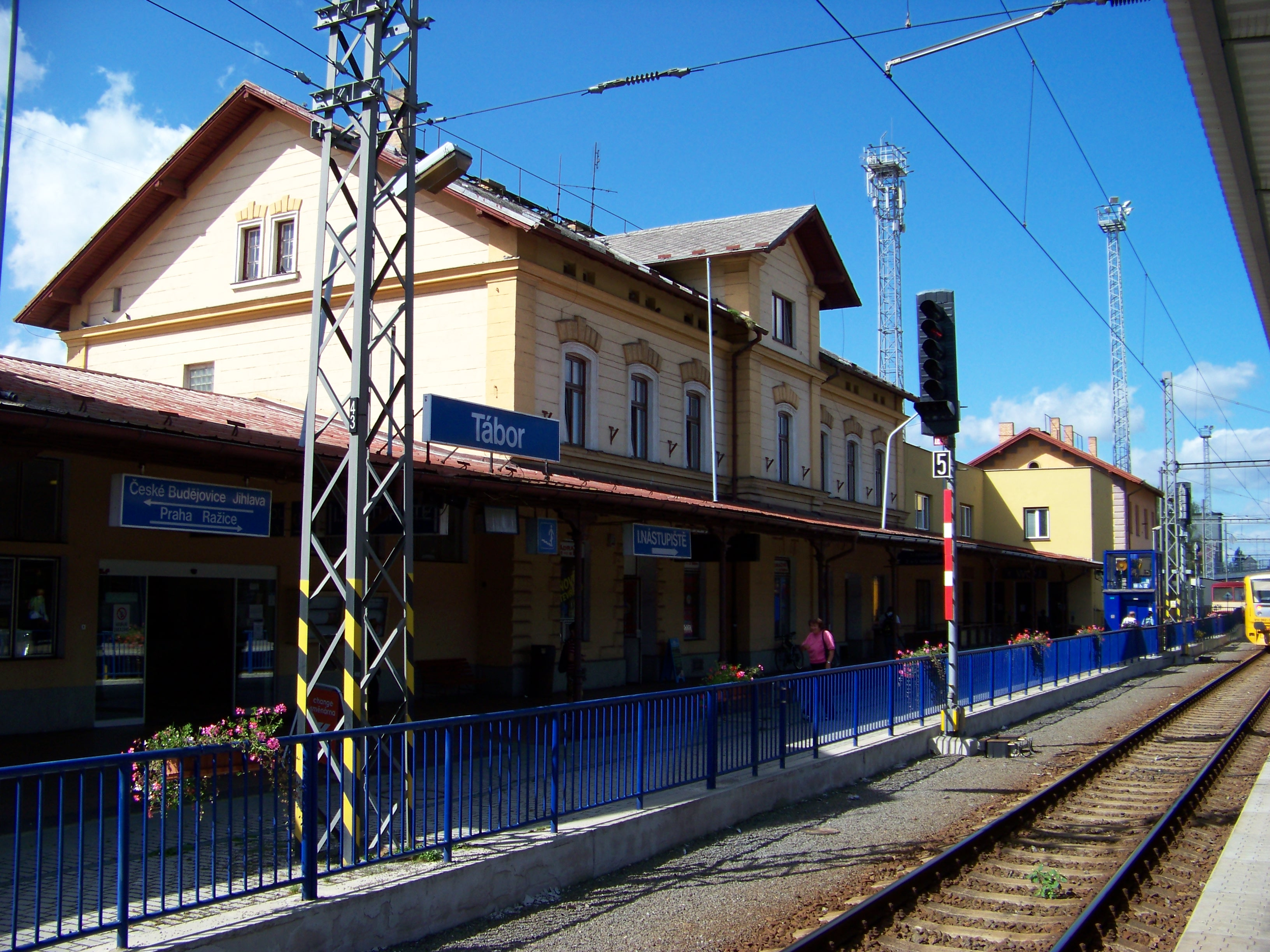
Nádraží Tábor, staniční budova z kolejiště
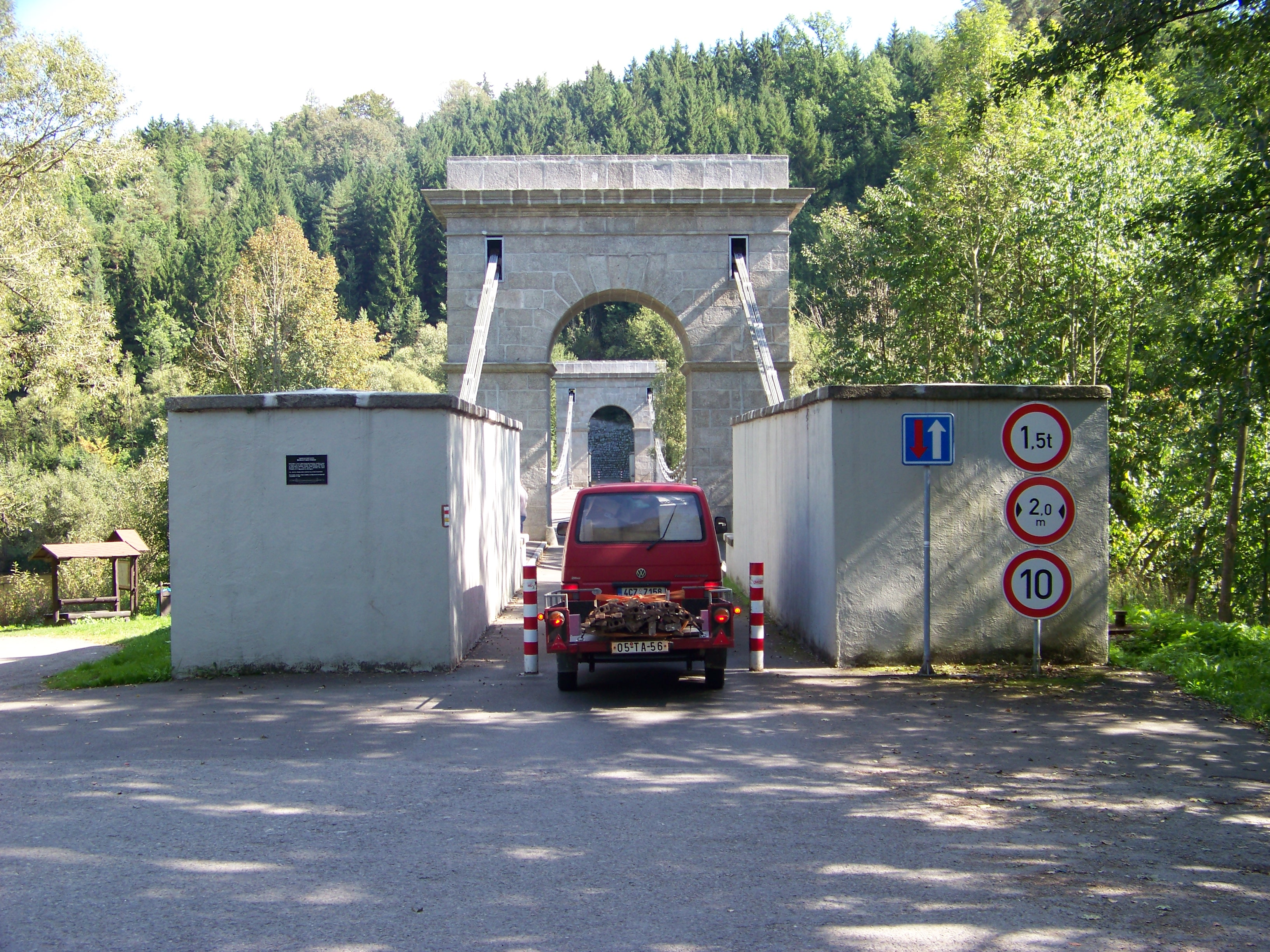
Stádlecký most
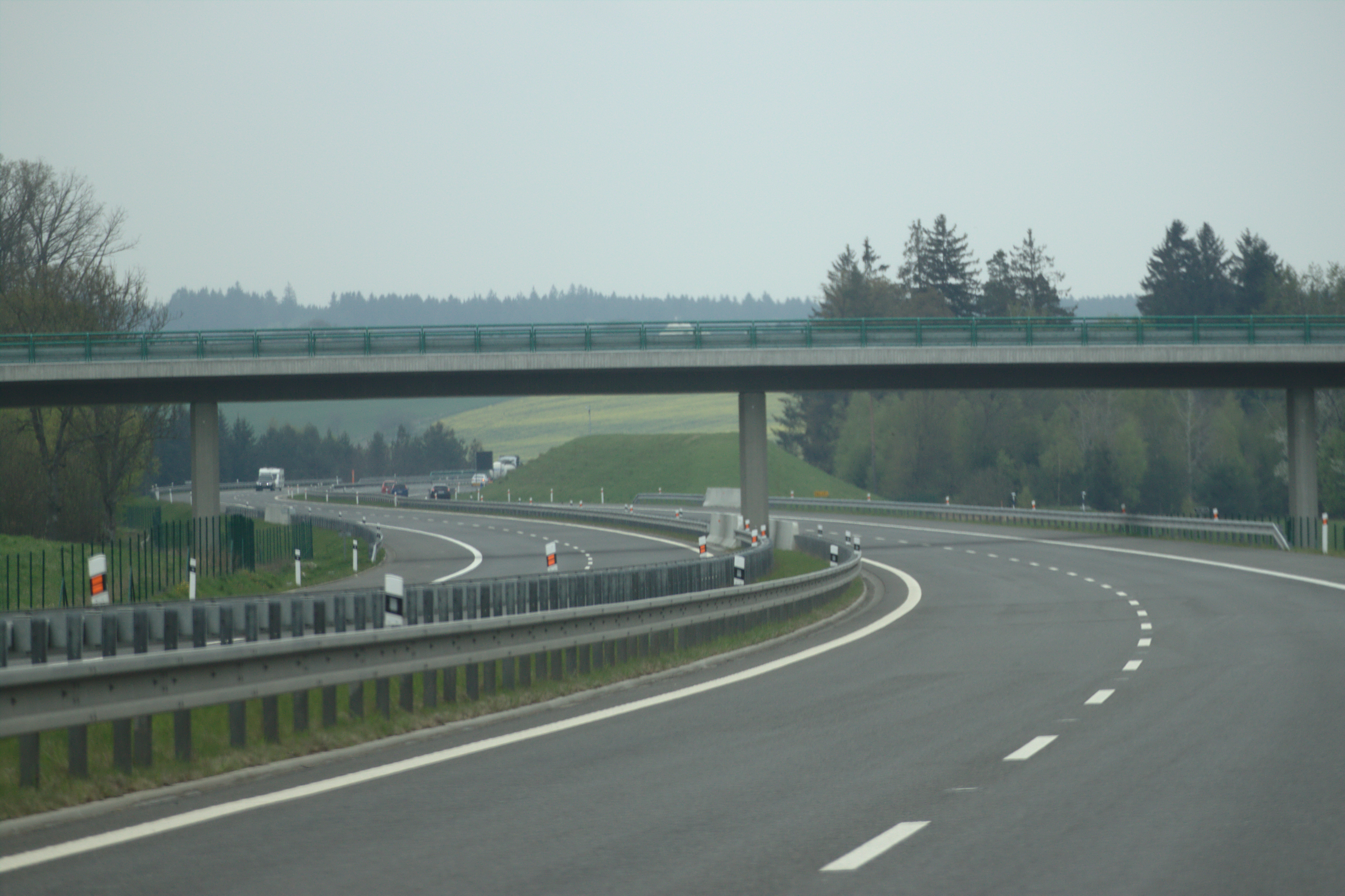
Soběslav, dálnice D3
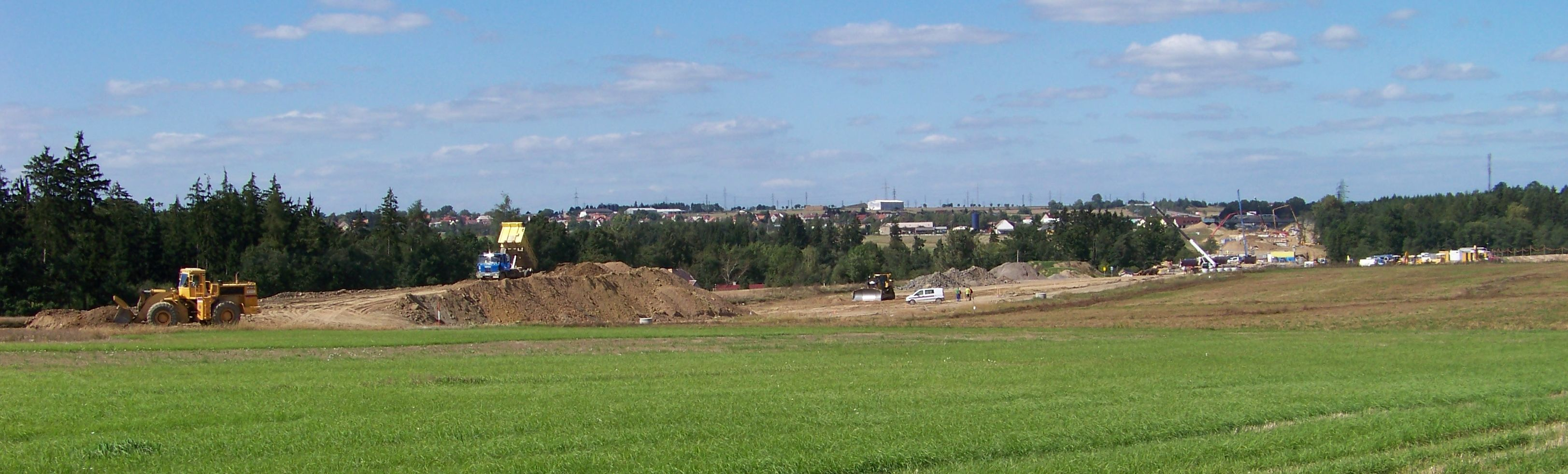
Výstavba dálnice D3 u Kozského mlýna

- Letiště

| Název letiště   | ICAO | IATA | Provoz | Typ                                                         |
| --------------- | ---- | ---- | ------ | ----------------------------------------------------------- |
| Bechyně         | LKBC |      |        | bývalé vojenské letiště (zrušeno)                           |
| Soběslav        | LKSO |      | VFR    | nepravidelný provoz                                         |
| Tábor           | LKTA |      | VFR    | nepravidelný provoz                                         |
| Tábor-Všechov   | LKTV |      |        | bývalé vojenské letiště (zrušeno)                           |
| Košice u Tábora |      |      |        | bývalé letiště, nyní plocha pro sportovní létající zařízení |